# Plateforme électronique de trading
Dans la finance, une plateforme électronique de trading, est un système informatique permettant de passer des ordres pour des produits financiers via un réseau et grâce à un intermédiaire financier.
Différents produits financiers peuvent être négociés sur la plateforme de trading, via un réseau avec un intermédiaire financier ou directement entre les participants ou les membres de la plateforme de trading. Il s'agit de produits, tels que des actions, des obligations, des devises, des matières premières, des produits dérivés et autres, négociés avec un intermédiaire financier, tel qu’un courtier, un teneur de marché, une banque d'investissement ou la bourse. Ces plates-formes permettent aux utilisateurs d'effectuer des transactions électroniques à partir de n'importe quel endroit et s'opposent à la négociation traditionnelle sur le marché libre et à la négociation par téléphone. Parfois, le terme de plateforme de trading est également utilisé pour désigner le système informatique de trading ou de négociation.
Les plateformes électroniques de trading reçoivent en direct un flux des prix du marché sur lesquels les utilisateurs peuvent échanger (acheter ou vendre). Elles peuvent également fournir d'autres outils utiles à la négociation tels que des graphiques, des flux d'information et des fonctions de gestion de compte de trading (historique, trades en cours, capitaux propres, encours, marge disponible...). Certaines plateformes ont été spécialement conçues pour permettre d'accéder à des marchés financiers qui, traditionnellement, n'étaient accessibles qu'à des entreprises commerciales spécialisées. Elles peuvent également être conçues pour exécuter automatiquement des stratégies spécifiques basées sur l'analyse technique ou pour faire du trading haute fréquence. Ces plates-formes ne sont pas adaptées à la finance personnelle ce qui nécessite un investissement prudent avec un horizon à long terme.
Elles peuvent également être conçues pour négocier automatiquement des stratégies spécifiques basées sur l'analyse technique ou pour effectuer des opérations à haute fréquence.
Les plateformes électroniques de trading sont généralement adaptées aux mobiles et disponibles sur Windows, Mac, Linux, iOS et Android, ce qui facilite l'entrée sur le marché et contribue à l'essor de l'investissement de détail.

## L’étymologie
Le terme « plateforme de trading » est généralement utilisé pour éviter toute confusion avec le terme « système de trading ou de négociation », qui est plus souvent associé à la méthode ou à la stratégie de négociation qu'au système informatique utilisé pour exécuter les ordres dans les milieux financiers. Dans ce cas, la plateforme est utilisée pour désigner un type de système informatique ou d'environnement d'exploitation, tel qu'une base de données ou d'autres logiciels spécifiques.

## Le développement historique
Les transactions étaient traditionnellement traitées manuellement, entre courtiers ou contreparties. Cependant, à partir des années 1970, une grande partie des transactions a migré vers les plates-formes électroniques de trading. Cela pouvait être des réseaux de communication électronique, des systèmes de négociation alternatifs, « dark pools » etc.
Les premières plates-formes électroniques de trading étaient généralement associées aux bourses et permettaient aux courtiers de passer des ordres à distance en utilisant des réseaux privés spécialisés et des terminaux muets. Les premiers systèmes ne fournissaient pas toujours des prix en direct et permettaient plutôt aux courtiers ou aux clients de passer un ordre qui serait confirmé un peu plus tard, il s'agissait de systèmes basés sur la « demande de prix ».
En 1971, le Nasdaq a été créé par l’association nationale américaine des agents de change et celui-ci fonctionnait entièrement par voie électronique sur un réseau d'ordinateurs. Le Nasdaq a ouvert ses portes le 8 février 1971. Il a rapidement gagné en popularité et, en 1992, il représentait 42 % du volume des échanges aux États-Unis.
Avec l'avènement des marchés financiers électroniques, des plates-formes électroniques de trading ont également été lancées. En 1992, Globex est devenue la première plateforme électronique de trading à atteindre le marché. E-Trade, une société qui a commencé comme service de courtage en ligne, a rapidement lancé sa propre plateforme destinée au client final. Ces plateformes ont rapidement gagné en popularité, le taux de croissance d'E-Trade s'élevait à 9 % par mois en 1999. À la fin des années 2000, avec l'émergence des outils numériques, une nouvelle génération de sociétés d'investissement est apparue, qui a commencé à offrir des services pour aider les investisseurs non-professionnels à négocier. En 2007, une société d'investissement multi-actifs a été fondée, eToro, qui se concentrait sur le copy trading, le trading social et d'autres types de services de trading. En 2017, la bourse de bitcoins Binance a été créée.
Les systèmes de trading ont évolué pour permettre la diffusion en direct des prix et l'exécution quasi-instantanée des ordres, ainsi que l'utilisation de l'internet comme réseau sous-jacent, ce qui signifie que la localisation est devenue beaucoup moins importante. Certaines plateformes électroniques de trading intègrent des outils de script et même des API permettant aux traders de développer des systèmes de trading automatiques ou algorithmiques et des robots.
L'interface graphique client des plateformes électroniques de trading peut être utilisée pour passer divers ordres et est parfois appelée "tourelle de trading" (bien qu'il s'agisse d'une mauvaise utilisation du terme, car certains font référence aux téléphones PBX spécialisés utilisés par les traders).
Entre 2001 et 2005, le développement et la prolifération des plateformes de trading ont entraîné la création de portails de trading en ligne spécialisés, qui étaient des lieux de rencontre en ligne offrant un choix parmi de nombreuses plateformes électroniques de trading, au lieu d'être limités à l'offre d'une seule institution.

## Les règlements

### Les rapports d'information
En 1995, la Securities and Exchange Commission (SEC) a promulgué la règle 17a-23, qui impose à toute plateforme de trading automatisée enregistrée de communiquer chaque trimestre des informations sur les participants, les ordres et les transactions. L'obligation faite aux plateformes de se conformer à des exigences renforcées en matière de transparence pré- et post-trading a incité davantage les utilisateurs à faire confiance aux plateformes électroniques de trading.

### Les règles de traitement des ordres
La fragmentation du marché a conduit certains teneurs de marché du Nasdaq à proposer sur Instinet des prix supérieurs à leurs propres cotations sur le Nasdaq. Pour remédier à cet écart, la SEC a introduit les règles de traitement des ordres en 1996. Ces règles imposent aux spécialistes des bourses et aux teneurs de marché du Nasdaq d'afficher publiquement tout prix coté, sur un système de trading propriétaire, qui représente une amélioration par rapport à leurs prix affichés. Une autre règle de traitement des ordres exige qu'un teneur de marché affiche la taille de position et le prix de tout ordre à cours limité, d'un client, qui augmente la taille au prix indiqué ou améliore la cotation du teneur de marché.

### La décimalisation
La décimalisation a été instituée en 2001 par la SEC, exigeant des teneurs de marché qu'ils évaluent les instruments financiers par incréments de 0,01 $, alors que la norme précédente était de 0,0625 $. Ce changement a considérablement réduit les marges, incitant les grands courtiers à utiliser des systèmes de gestion électronique, et a finalement conduit à une baisse des coûts de trading.

## Exemples de plateformes électroniques
- ProRealTime
- Trade Republic